# Caprimulgus concretus
Caprimulgus concretus là một loài chim trong họ Caprimulgidae.